# Astwick
Astwick est un village et une paroisse civile britannique du Central Bedfordshire.

## Géographie
Astwick se trouve au bord de la rivière Ivel, juste au nord de Stotfold, à 6 km au sud de Biggleswade et à 31 km au sud-ouest de Cambridge.

### Altitude
Le hameau est situé à 44 mètres au-dessus du niveau de la mer. Le terrain s'élève à 74 mètres au nord de la paroisse, en direction de Topler's Hill.

### Géologie et type de sol
Les terres au nord de la route principale qui traverse le hameau sont des terres agricoles arables et reposent sur des blocs d'argile. Au sud se trouvent des pâturages sur de l'argile en grande partie grise et gris-bleu, mais au bord de la rivière Ivel se trouvent des alluvions et des graviers de rivière. Le nord de la paroisse possède des sols argileux et limoneux très fertiles, riches en calcaire, dont le drainage est légèrement entravé. Il y a une étroite bande est-ouest de sols riches en calcaire qui s'écoulent librement, suivie de sols avec une nappe phréatique naturellement élevée au bord de la rivière Ivel. 